# OMV (chemiebedrijf)

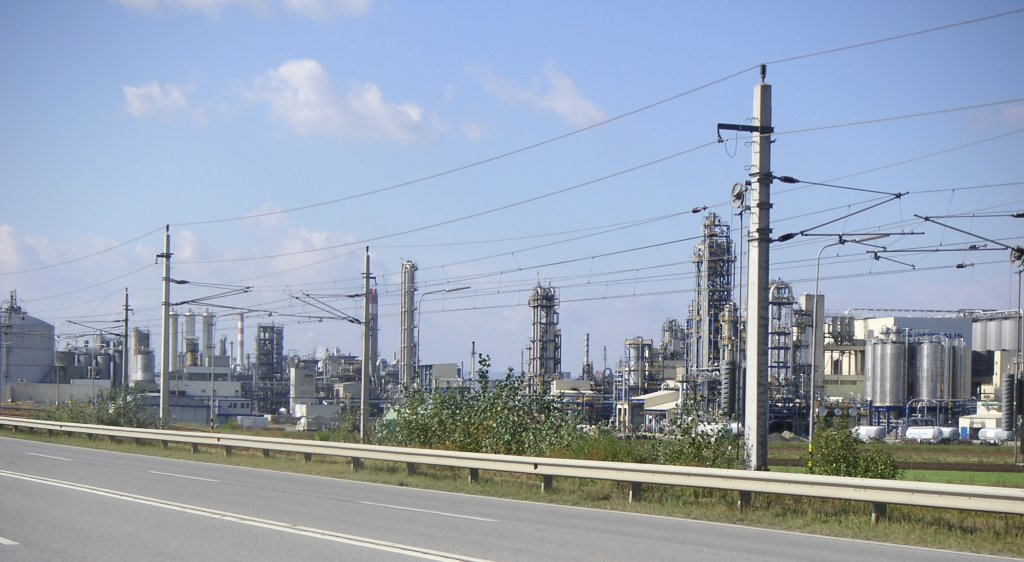
OMV-Raffinerie Schwechat

De OMV Aktiengesellschaft (voorheen Österreichische Mineralölverwaltung; ÖMV) is een Oostenrijks aardolie-, aardgas- en chemiebedrijf. Het is het grootste bedrijf van Oostenrijk.

## Activiteiten
OMV is een internationaal geïntegreerd olie-, gas- en chemiebedrijf. Het behaalde in 2021 een omzet van 36 miljard euro waarvan 15% in Oostenrijk en 24% in Duitsland.
Er zijn drie bedrijfsonderdelen:
- In het segment Chemicals & Materials is OMV samen met zijn dochteronderneming Borealis een van de grootste producenten van ethyleen en propyleen in Europa en een van de tien grootste polyolefineproducenten ter wereld.
- In het bedrijfsonderdeel Refining & Marketing verwerkt OMV aardolie in vier landen en brengt het brandstoffen en aardgas op de markt in 13 landen. De totale raffinagecapaciteit is zo'n 500.000 vaten per dag. De raffinaderijen staan in Oostenrijk, Duitsland en Roemenië en verder heeft OMV een aandelenbelang van 15% in ADNOC Refining in de Verenigde Arabische Emiraten. De brandstoffen worden verkocht via een netwerk van 2100 tankstations in Europa.
- In Exploration & Production zijn de upstream-activiteiten gebundeld. OMW is vooral actief in de regio's Midden- en Oost-Europa, Midden Oosten en Afrika, Noordzee en Azië-Pacific. De drie landen waar het meest geproduceerd werd waren Roemenië, Noorwegen en Rusland. Deze drie hadden een aandeel van 65% in de totale productie van OMV. De gemiddelde dagproductie in 2021 was bijna 500.000 vaten olie-equivalent per dag, dit is inclusief een joint venture in Rusland. Het aandeel olie was zo'n 40% en de rest was aardgas. In maart 2022 heeft OMV besloten de Russische belangen af te stoten.

Per 31 december 2022 waren de twee grootse aandeelhouders Österreichische Beteiligungs AG, namens Oostenrijk, met 31,5% van de aandelen en Mubadala Petroleum and Petrochemicals Holding Company met een belang van 24,9%.

### Bezittingen
- OMV AG:
  - 51% Petrom

- - Raffineren & Marketing, incl. petrochemie:
    - 75% Borealis
    - 90% OMV Duitsland
    - 69,5% Adria-Wien-Pipeline
    - diverse dochterondernemingen in Oost-Europese landen

- - Exploraties & productie:
    - exploratiemaatschappijen in Bulgarije (Offshore), Tunesië, Jemen, Egypte, Venezuela, Iran e.a.

- - OMV Gas International:
    - OMV Gas
      - 100% AGGM Austrian Gas Grid Management
      - 51% BOG Baumgarten Oberkappel Gasleitungsges.mbH
      - 34,1% Oberösterreich Ferngas
      - 23,1% AGCS Gas Clearing and Settlement AG
      - 11% Trans Austria Gasleitung (TAG)

    - 20% Nabucco International GmbH
    - 100% Central European Gashub
    - 50 % Econgas

## Geschiedenis
op 3 juli 1956 werd de Österreichische Mineralölverwaltung Aktiengesellschaft (ÖMV) opgericht. Het kwam voort uit de eerder opgerichte Sowjetische Aktiengesellschaft, die gecontroleerd werd door de  Sovjet-Unie in Oostenrijk.
In 1960 werd de Schwechat-raffinaderij ten zuidoosten van de hoofdstad Wenen in gebruik genomen. Deze grote raffinaderij werd met een pijplijn verbonden met de Italiaanse havenstad Triëst die nog altijd als belangrijke aanvoerhaven van ruwe olie fungeert. In 1968 werd het eerste aardgasleveringscontract met de Sovjet-Unie gesloten.
Als onderdeel van een privatiseringsronde werd 15% van de aandelen ÖMV aan de beurs genoteerd in 1987. In 1989 nam ÖMV een minderheidsbelang van 25% in de kunststoffenproducent Borealis. Het eerste ÖMV-tankstation werd op 26 juni 1990 in Wenen-Auhof in gebruik genomen. In hetzelfde jaar nam ÖMV Chemie Linz over dat later is opgegaan in Borealis.
Eind 1994 verwierf de International Petroleum Investment Company (IPIC) uit Abu Dhabi een aandelenbelang van 19,6% in ÖMV. In 1995 verdween het umlautteken en sindsdien gaat het bedrijf verder als OMV. In het jaar 2000 nam OMV een belang van 10% in het Hongaarse olie- en gasbedrijf MOL. Drie jaar later volgde de overname van de olie- en gasproductie activiteiten van het Duitse Preussag Energie.
OMV werd in 2004 marktleider in Centraal- en Oost-Europa door de overname van 51% van de Roemeense olie- en gasgroep Petrom. In hetzelfde jaar verhoogde OMV het eigen vermogen en na de plaatsing van nieuwe aandelen steeg de free float tot boven de 50%. Na de verkoop van 50% van de dochteronderneming Agrolinz Melamine aan IPIC in 2005, kwam Borealis volledig in handen van OMV en IPIC.
In 2006 nam OMV een belang van 34% in de Turkse oliemaatschappij Petrol Ofisi. In dat jaar waren er ook onderhandelingen over een fusie van OMV en het Oostenrijkse nutsbedrijf Verbund, maar deze gesprekken leidde tot niets.
In 2007 verhoogde OMV haar belang in MOL tot 20,2%. In 2010 deed het een bod op alle aandelen van MOL die het nog niet in handen had. Het bestuur van MOL wees dit bod af en ook de commissie van de Europese Unie stelde strikte voorwaarden waaraan OMV niet wenste te voldoen. OMV verkocht daarna het hele belang in MOL aan de Russische oliemaatschappij Soergoetneftegaz.
Op 31 oktober 2013 kocht OMV diverse belangen in olie- en gasvelden in de Noordzee voor US$ 2,65 miljard van Statoil. In juni 2014 werd de verkoop van het belang van 45% in de Duitse raffinaderij Bayernoil aan Varo Energy afgerond. Varo Energy is in handen van Vitol en Carlyle International Energy Partners die allebei 50% van de aandelen houden.
In 2015 verhoogde OMV zijn belang in het Turkse bedrijf Petrol Ofisi tot 100%. OMV was al sinds 2006 aandeelhouder in dit bedrijf, maar besloot in 2017 het gehele belang te verkopen aan Vitol. Eveneens in 2017 tekende OMV samen met ENGIE, Royal Dutch Shell, Uniper en Wintershall een financieringsovereenkomst voor de aanleg van de Nord Stream 2 pijplijn.
In 2019 verwierf OMV een belang van 15% in ADNOC Refining in de Verenigde Arabische Emiraten
In maart 2020 tekende OMV een overeenkomst om het belang in Borealis te verhogen van 36% naar 75%. Deze acquisitie ter waarde van US$ 4,7 miljard was de grootste in de geschiedenis van het bedrijf en betekent een sterke uitbreiding van de petrochemie in het totaal. In december 2020 verkocht OMV zijn netwerk van 285 benzinestations in Duitsland aan de Britse EG Group.
De Russische inval in Oekraïne in februari 2022 heeft consequenties voor de Russische belangen van het bedrijf. In 2022 schreef OMV € 2,5 miljard af op de bezittingen in het land, waarvan het belang van 24,99% in het gasveld Yuzhno-Russkoje veruit het grootste onderdeel is. Vanaf maart 2022 worden deze belangen ook niet langer geconsolideerd. In december 2023 ondertekende president Poetin een decreet waarbij het belang in Yuzhno-Russkoye wordt overgeheveld naar een nieuwe Russische entiteit met verzekeringsmaatschappij JSC SOGAZ en Gazprom als aandeelhouders. De opbrengst voor OMV is gestort op een speciale bankrekening. OMV heeft al fors op de Russische belangen afgeschreven en verwacht geen verdere negatieve financiële gevolgen.